# إيفيجيا
إيفيجيا (بالإنجليزية: Effigia) هو جنس منقرض من الشوفوصوريات، عُثر على أحافيره في أواخر العصر الثلاثي في ولاية نيومكسيكو جنوب غرب الولايات المتحدة الأمريكية. اتسم هذا الحيوان بانتصابه الثنائي القائم على قدمين، وعنقه الطويل، وجمجمته الخالية من الأسنان والتي تنتهي بمنقار، مما يمنحه مظهرًا مشابهًا للديناصورات الأورنثوميميدية التي عاشت في العصر الطباشيري.

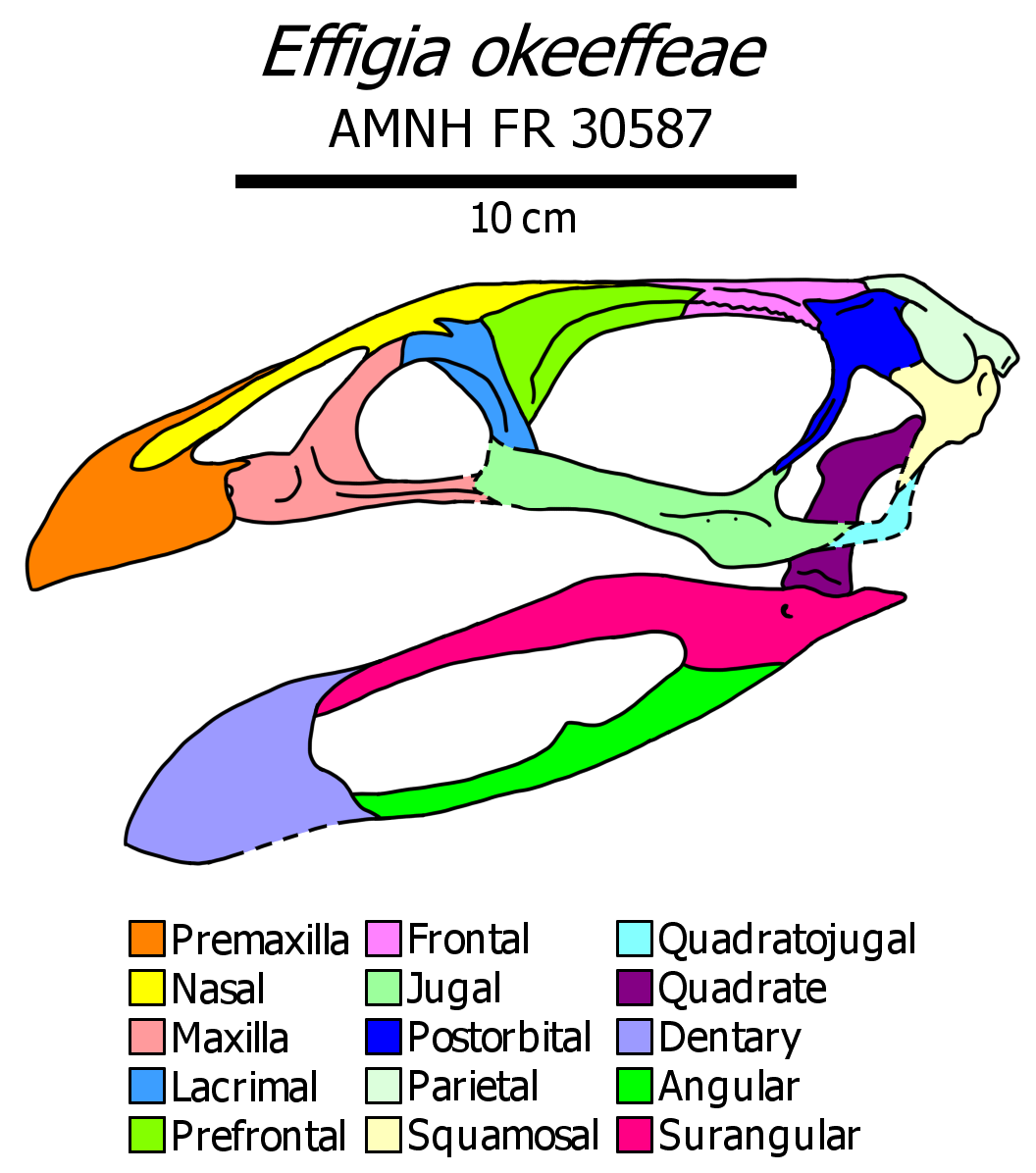
جمجمة إيفيجيا تُظهر المنقار الحاد والبنية الخفيفة المشابهة للديناصورات شبيهة النعام.

ورغم هذا الشبه الشكلي، فإن إيفيجيا والشوفوصوريات عمومًا لم يكونوا من الديناصورات، بل ينتمون إلى عائلة متخصصة من البوبوصورويدات، وهي فرع من التمساحيات الكاذبة (التي تُعرف علميًا باسم Pseudosuchia). وبناءً على هذا التصنيف، فإن أقرب الأقارب الأحياء لها هم التماسيح الحديثة.

## الاكتشاف

مقارنة الحجم

جُمعت الأحفورة النموذجية التي يبلغ طولها حوالي مترين (أي ما يعادل 6 أقدام و7 بوصات) بواسطة عالم الحفريات إدوين إتش كولبيرت في عام 1947، في ذلك الوقت، قاد إدوين إتش كولبيرت عملية تنقيب لجمع كتل من الصخور من محجر ويتاكر الواقع في مزرعة الأشباح، بالقرب من بلدة أبيكيو بولاية نيومكسيكو. كان الهدف من هذه البعثة استعادة كميات كبيرة من أحافير ديناصور ثيروبود قاعدي يُعرف باسم سيلوفايسس، وكان يُعتقد حينها أن المحجر لا يحتوي على أي فقاريات كبيرة أخرى.
ونتيجة لهذا الاعتقاد، لم يقم طاقم كولبير حتى بفتح معظم أغلفة الجبس التي وُضِعت حول الكتل الصخرية قبل شحنها إلى المتحف الأمريكي للتاريخ الطبيعي في مدينة نيويورك. ولم يبدأ تحضير الغلاف الجصي الذي يحتوي على النموذج الأولي لإيفيجيا إلا في عام 2004، حين اكتشف ستيرلينغ نيسبيت، وكان آنذاك طالب دراسات عليا، هذه العينة أثناء عمله في المتحف. كان ستيرلينغ نيسبيت يعمل على فتح أغلفة الكتل الجصية في محاولة للعثور على عينات جديدة من سيلوفايسس. وأثناء هذه العملية، عثر على بقايا غير مألوفة أدرك على الفور أنها لا تعود لديناصور، وإنما لكائن مختلف تمامًا، فشرع في تتبّع بقية الكتل القادمة من نفس منطقة محجر ويتاكر.
وفي يناير عام 2006، قام نيسبيت بالتعاون مع مارك نوريل، وهو أمين في المتحف الأمريكي للتاريخ الطبيعي، بتسمية هذا الكائن باسم إيفيجيا أوكيفي، تكريمًا للفنانة الأمريكية جورجيا أوكيف، التي أمضت سنوات عديدة من حياتها في مزرعة الأشباح حيث عُثر على العينة.

## التقارب

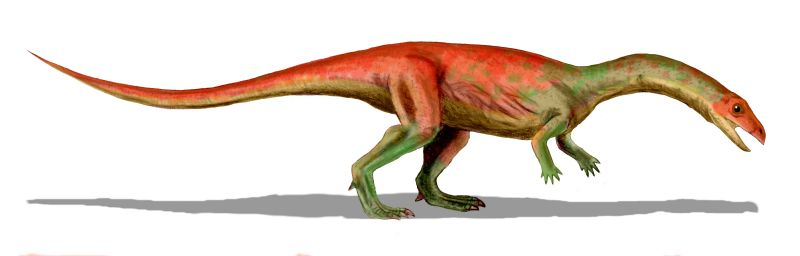
استعادة الحياة

تتميّز إيفيجيا بتشابهها الملفت مع الديناصورات الأورنيثوميميدية، وهو ما أثار اهتمام العلماء منذ اكتشافها. في عام 2007، أظهر عالم الحفريات ستيرلينغ نيسبيت في وصفٍ شامل أن إيفيجيا تُشبه إلى حد كبير جنس شوفوصور، وأنها بلا شك تنتمي إلى المجموعة الفرعية من الأركوصورات المعروفة باسم أشباه السوكيات، وهي السلالة التي تؤدي إلى التمساحيات الحديثة.
يمثل هذا التشابه مع الطيور المائية مثالًا على التطور المتقارب المتطرف، حيث تطورت صفات متشابهة لدى كائنات غير مرتبطة وراثيًا، استجابةً لظروف بيئية متشابهة. كما أثبت نيسبيت أن شوفوصور هو نفسه الكائن الذي كان يُعرف باسم تشاترجيا، وأنه ينتمي إلى فرع تطوري خاص من السوتشيان، ويشمل أجناسًا مرتبطة ارتباطًا وثيقًا مثل شوفوصور وبوبوصور ضمن بوبوصورويديا. ضمن هذه المجموعة، تُشكّل إيفيجيا فرعًا أكثر تخصصًا إلى جانب شوفوصور وسيلوسوكس من أمريكا الجنوبية، في عائلة تُعرف باسم شوفوصوريات.
في نفس العام (2007)، اقترح لوكاس وآخرون أن إيفيجيا مرادف لشوفوصور، وأطلقوا عليها الاسم الجديد "شوفوصورس أوكيفي". ومع ذلك، لم يُقبل هذا الاقتراح من قبل نيسبيت.

## علم الأحياء القديمة
يشير فحص فكي إيفيجيا إلى أنه كان حيوانًا عشبيًا متخصصًا، أدى دور المتصفح الذي يتغذى على المواد النباتية اللينة، وذلك بسبب ضعف بنيته الفكية وامتلاكه منقارًا حادًا. وقد اقتُرح سابقًا أن إيفيجيا ربما كان يستخدم طريقة النقر للحصول على الطعام، بطريقة تشبه النعام أو غيره من الطيور الحديثة، إلا أن الدراسات البيوميكانيكية أظهرت أن جمجمته لم تكن قادرة على تحمل القوى الناتجة عن هذا السلوك، مما يجعل هذا الافتراض غير مرجّح.